# 715
| 715                |
| ------------------ |
| Dødsfald - Fødsler |
|                    |

| Gregoriansk kalender | 715 DCCXV               |
| Ab urbe condita      | 1468                    |
| Armensk kalender     | 164 ԹՎ ՃԿԴ              |
| Kinesiske kalender   | 3411 – 3412 甲寅 – 乙卯 |
| Etiopisk kalender    | 707 – 708               |
| Jødisk kalender      | 4475 – 4476             |
| Hindukalendere       |                         |
| - Vikram Samvat      | 770 – 771               |
| - Shaka Samvat       | 637 – 638               |
| - Kali Yuga          | 3816 – 3817             |
| Iransk kalender      | 93 – 94                 |
| Islamisk kalender    | 96 – 97                 |

## Begivenheder
- Gregor 2. bliver pave.

## Dødsfald
- Pave Konstantin 1.
- Kalif Al-Walid 1. af Umayyade-kalifatet